# Petersenaspis capillata
Petersenaspis capillata is een borstelworm uit de familie Sternaspidae. Het lichaam van de worm bestaat uit een kop, een cilindrisch, gesegmenteerd lichaam en een staartstukje. De kop bestaat uit een prostomium (gedeelte voor de mondopening) en een peristomium (gedeelte rond de mond) en draagt gepaarde aanhangsels (palpen, antennen en cirri).
Petersenaspis capillata werd in 1966 voor het eerst, als Sternaspis capillata, wetenschappelijk beschreven door Nonato.